# 艾盖尔索拉特
艾盖尔索拉特，是匈牙利赫维什州所辖的一个村。总面积26.10平方公里，总人口1098，人口密度42.1人/平方公里（2011年1月1日）。